# Chu Năng
Chu Năng (chữ Hán: 朱能; 1370 - 1406), tự Sĩ Hoằng (士弘), là một võ tướng cao cấp thời nhà Minh. Nổi tiếng kiêu dũng thiện chiến, Chu Năng từng phó tá Yên vương Chu Đệ trong Chiến dịch Tĩnh Nan, giành được ngai vàng cho Chu Đệ, được phong Tả Đô đốc, tước Thành Quốc công, gia hàm Thái tử Thái phó. Khi Minh Thành Tổ phát binh xâm lược Đại Ngu, Chu Năng được chọn giữ chức Chinh di Tướng quân, Tổng binh chỉ huy quân Minh viễn chinh Đại Ngu. Tuy nhiên, Chu Năng chết bệnh sau đó không lâu, khi quân Minh còn chưa vượt qua biên giới, được triều đình nhà Minh truy phong tước Đông Bình vương (東平王), ban thụy hiệu Võ Liệt (武烈).

## Hành trạng
Chu Năng sinh năm Hồng Võ thứ 3 (1370), người huyện Hoài Viễn, phủ Phụng Dương (nay thuộc An Huy, Trung Quốc). Thân phụ là Chu Lượng, vốn là một võ tướng từng phò tá Chu Nguyên Chương lập Đế nghiệp, được phong đến chức Phó thiên hộ.
Năm 1394, Chu Năng được thừa tập chức vụ của cha, làm thuộc hạ cho Yên vương Chu Đệ, từng theo Chu Đệ Bắc chinh, hàng phục được Thái úy Nãi Nhân Bất Hoa của nhà Bắc Nguyên.
Năm 1399, Chu Đệ khởi binh. Chu Năng của với Trương Ngọc là 2 đại tướng lập nhiều công lao cho quân Yên, đánh bại nhiều đại tướng của triều đình. Chu Năng nhanh chóng được thăng lên chức Chỉ huy Đồng tri, Đô chỉ huy thiêm sự.
Sau khi Chu Đệ chiếm được ngai vàng, do có công bảo hộ Chu Đệ thoát vây và chiến tích lẫy lừng, Năm 1402, Chu Năng được tiến phong Phụng Thiên Tĩnh Nan Thôi Thành Tuyên Lực võ thần, Đặc tiến Vinh lộc đại phu, Hữu trụ quốc, Tả quân Đô đốc phủ Tả đô đốc, Thành Quốc công, liệt vào hàng công thần đệ nhị, xếp sau Khâu Phúc, được ban Thiết khoán. Năm 1404, Chu Năng được ban kiêm Thái tử Thái phó, tăng gia bổng lộc 2.000 thạch.
Bấy giờ, Minh Thành Tổ nhân việc Hồ Quý Ly chiếm ngôi nhà Trần, phái quân hộ tống đưa Trần Thiêm Bình về nước để lập lại nhà Trần. Nhà Hồ đặt quân phục kích đánh tan quân Minh hộ tống và giết chết Trần Thiêm Bình, sau đó sai sứ sang biện bạch. Tuy nhiên, Minh Thành Tổ lấy cớ đó để khởi binh báo thù, tháng 7 (âm lịch) năm 1406, lệnh Thành Quốc công Chu Năng làm Chinh di Tướng quân, Tân Thành hầu Trương Phụ làm Hữu phó tướng, Tây Bình hầu Mộc Thạnh làm Tả phó tướng, cùng với Phong Thành hầu Lý Bân vùng 18 võ tướng, dẫn 80 vạn binh tấn công Đại Ngu. Ngoài ra còn có Binh bộ Thượng thư Lưu Tuấn làm phụ tá quân sự, Hình bộ Thượng thư Hoàng Phúc, Đại lý tự khanh Trần Hiệp cung cấp quỹ hướng, cùng đi theo trợ việc quân. Đích thân Minh Thành Tổ Chu Đệ tiễn Chu Năng đến tận Long Giang.
Tháng 10 (ÂL) năm 1406, Chu Năng dẫn quân đến Long Châu (có tài liệu nói là phủ Thái Bình) thì đột nhiên đổ bệnh chết lúc mới 37 tuổi. Nghe tin Chu Năng chết, Minh Thành Tổ cho bãi triều 5 ngày, đích thân đọc văn tế, truy phong tước Đông Bình vương, thụy Võ Liệt. Năm 1425, Chu Năng được đưa vào phối thờ trong miếu Minh Thành Tổ.